# Meanwhile, Back in Communist Russia…
Meanwhile, Back in Communist Russia… byla post-rocková kapela z Oxfordu.

## Historie
Skupina Meanwhile, Back in Communist Russia… byla založena v roce 1999 v Oxfordu. Původně ji tvořili studenti Oxfordské univerzity klávesák Tim Croston, kytarista Tim Croston, zpěvačka Emily Gray, zpěvák Ed Carder a kytarista a hráč na bicí automat Mark Halloran. Baskytarista Ollie Clueit se ke skupině připojil ještě téhož roku před odchodem zpěváka Eda Cardera. Poté u společnosti Jitter vydali s Moonkat split obsahující skladbu „Morning-After Pill“, kterou hrála rádia BBC 1 a XFM. Následně vydali limitovaný singl obsahující skladby „Morning-After Pill“ a „No Cigar“, díky čemuž jim John Peel věnoval jejich první z trojice „Peel Sessions“. V roce 2001 Meanwhile, Back in Communist Russia… vydali své debutové album Indian Ink a téhož roku dělali v Birminghamu předkapelu pro Pulp. Krátce poté skupinu opustil kytarista Pete Williams. V roce 2002 podepsali smlouvu s Truck Records a následující rok vydali své druhé album My Elixir, My Poison. Během jeho nahrávání z kapely odešel Mark Halloran a téhož roku Meanwhile, Back in Communist Russia… vystoupili na Truck Festivalu už jen jako čtyřčlenní. Poté Clueit, Croston a Gray přesídlili do Brightonu. Poslední koncert kapely se odehrál na konci roku 2004 v londýnské Bar Academy, po němž z kapely odešel Clueit a Gray jej následovala krátce poté, což vedlo k zániku kapely. Později téhož roku Shames a Croston založili novou kapelu, Mesaplex. Croston a Gray spolu začali spolupracovat na novém hudebním projektu Ape Has Killed Ape! (není totožný s Ape Has Killed Ape z Los Angeles). V roce 2006 začal Williams hrát s novou oxfordskou kapelou Titus. Clueit nyní pod přezdívkou Ollie russian dělá DJ a pracuje v hudebním průmyslu. Halloran je kvalifikovaným lékařem. Gray v roce 2013 začala hrát se skupinou Distant Correspondent a podílela se na několika skladbách z jejich eponymního debutového alba.

## Diskografie

### Alba
- Indian Ink (2001)
- My Elixir, My Poison (2003)

### Singly
- „No Cigar“ (2000)
- „Morning-After Pill“ (2001)
- „I Only Wanted Something Else to Do but Hang Around“ (2001)